# HD91181
HD91181 — хімічно пекулярна зоря спектрального класу A4, що має видиму зоряну величину в смузі V приблизно  7,4.
Вона  розташована на відстані близько 399,7 світлових років від Сонця.